# 明灭夏之战

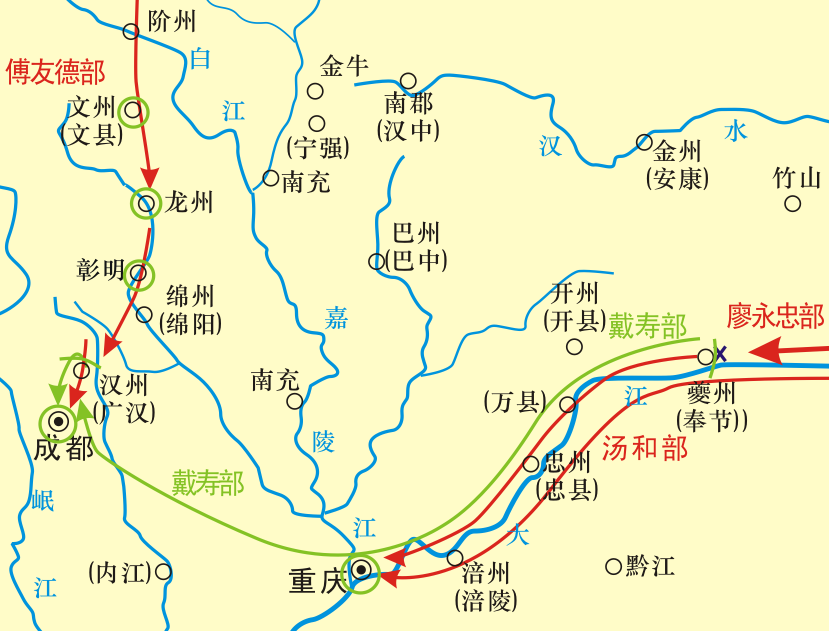
明灭夏之战示意图

明灭夏之战是明朝统一中国的过程中，消灭四川夏政权的战争。战争从明洪武四年（1371年）正月开始至八月结束。
明朝稳定了北方的局势后，于洪武四年正月三日，由征西將軍湯和率舟師由瞿塘、征虜前將軍傅友德率步騎由秦隴，分南、北两路大军进军四川。夏政权君主明升面对明军压境，一面派出遣明使修好，以争取战备时间，一面用铁索横断瞿塘峡口，并以重兵扼守之。闰三月，明南路军强攻瞿塘峡，受挫，遂还归州（现湖北秭归）。明北路军则进攻顺利，先后攻克阶州（今甘肃武都）、文州（今甘肃文县）、江油、彰明、绵州（今四川绵阳）；六月初一日，明北路军攻克汉州，兵临成都。南路军得到永嘉侯朱亮祖率师增援军，再次举兵西进，六月初十，廖永忠率兵攻克夔州（今四川奉节），突破瞿塘天险。第二日，明南路军水陆分道并进，六月二十二日，明军兵至重庆，明升投降，蜀夏政权灭亡。七月十日，北路军进逼成都，成都守将戴寿力战不支，并闻明升已降，遂开城归降。八月二十日，明北路军攻破保宁（今四川阆中），擒获夏将吴友仁，战争结束。

## 腳注
1. ↑  《明史》卷2 太祖本紀二
2. ↑  《明史》卷123 明玉珍傳附子明升傳